# Arnolfo di Cambio

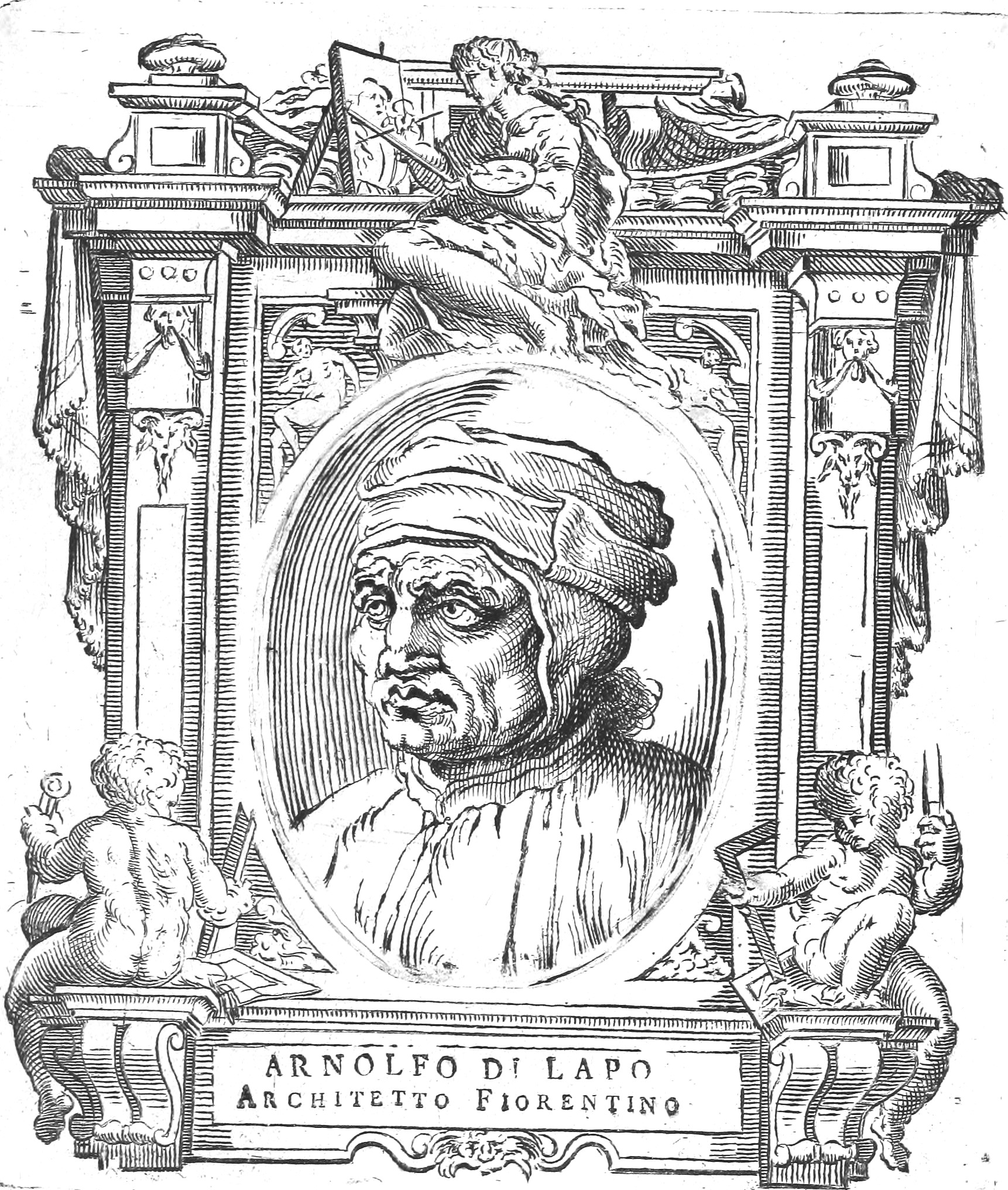
Arnolfo di Lapo.

Arnolfo di Lapo, beter bekend als Arnolfo di Cambio (Colle di Val d'Elsa, 1232 - Florence, 1302/1310) was een Florentijns beeldhouwer en architect, bekend van de Santa Maria del Fiore in Florence . Hij was ook vermoedelijk schilder. Zijn werken vormen een overgang tussen de architectuur van de laat-gotiek en de renaissance. 
Arnolfo had van zijn vader, Jacopo di Lapo, alles geleerd wat hij weten moest, toen deze in 1262 stierf. Meer nog genoot Arnolfo roem vanwege zijn andere leermeester: Cimabue, die hem inwijdde in de schilderkunst.  Andere bronnen spreken van een opleiding (discipulus) als beeldhouwer  bij Nicola Pisano (1220-1278)  op de bouwplaats van de cisterciënzerkerk. 
Rond 1265  werd hij een der voornaamste medewerkers van Nicola Pisano aan de preekstoel van de kathedraal van Siena. Hij werd hiervoor zes soldi per dag betaald.
Tegen het einde van de jaren zestig werkte hij reeds zelfstandig en  had hij al een zekere faam bekomen 
Tussen 1266 en 1267 was hij aan het werk in Rome in dienst van Karel I van Napels. Hij maakte zijn standbeeld op de Capitolijn. In die periode maakte hij ook het grafmonument van paus Adrianus V in de kerk San Francesco in Viterbo. Dit wordt beschouwd als zijn eerste grafmonument.
In 1277 vroeg de stadstaat Perugia de toestemming aan Karel II van Napels  om de ingeniosus magister te laten overkomen voor de bouw van een fontein aldaar. Van deze fontein zijn vijf beelden in Carrara-marmer  bewaard gebleven. 

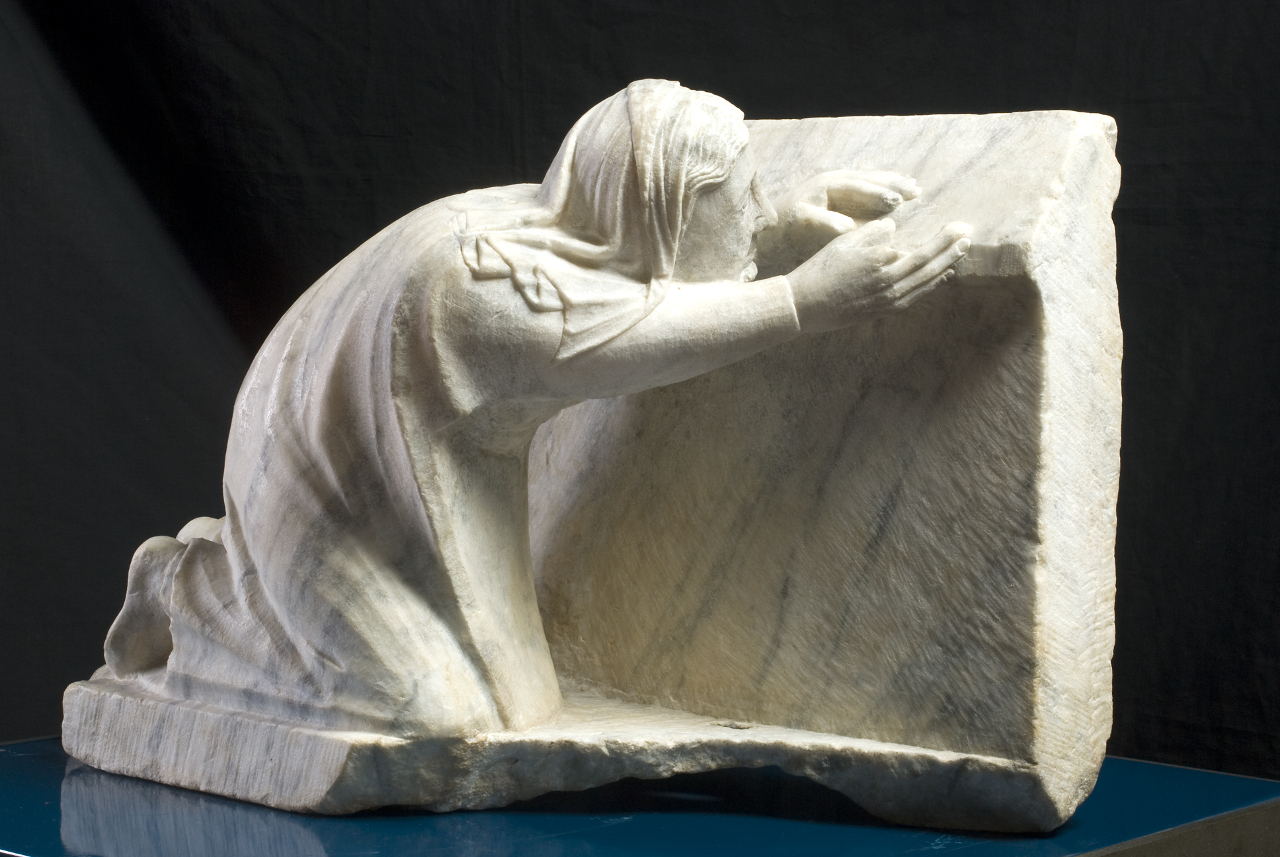
"Knielende man", een der vijf beelden van de fontein in Perugia

In 1282 was hij aan het werk in Orvieto aan het grafmonument van de kardinaal Guillaume de Bray in de kerk van San Domenico. Hij vatte dit monument op met een originele manier door bovenop de rouwkamer een tabernakel te plaatsen, met daarin de tronende Maria met Kind, aanschouwd door de heiligen Domenicus en Marcus met de knielende kardinaal naast zich. Twee acolieten trekken de gordijen dicht van de rouwkamer van de kardinaal. Voor de Madonna had hij de Romeinse godin Abundantia als voorbeeld gebruikt

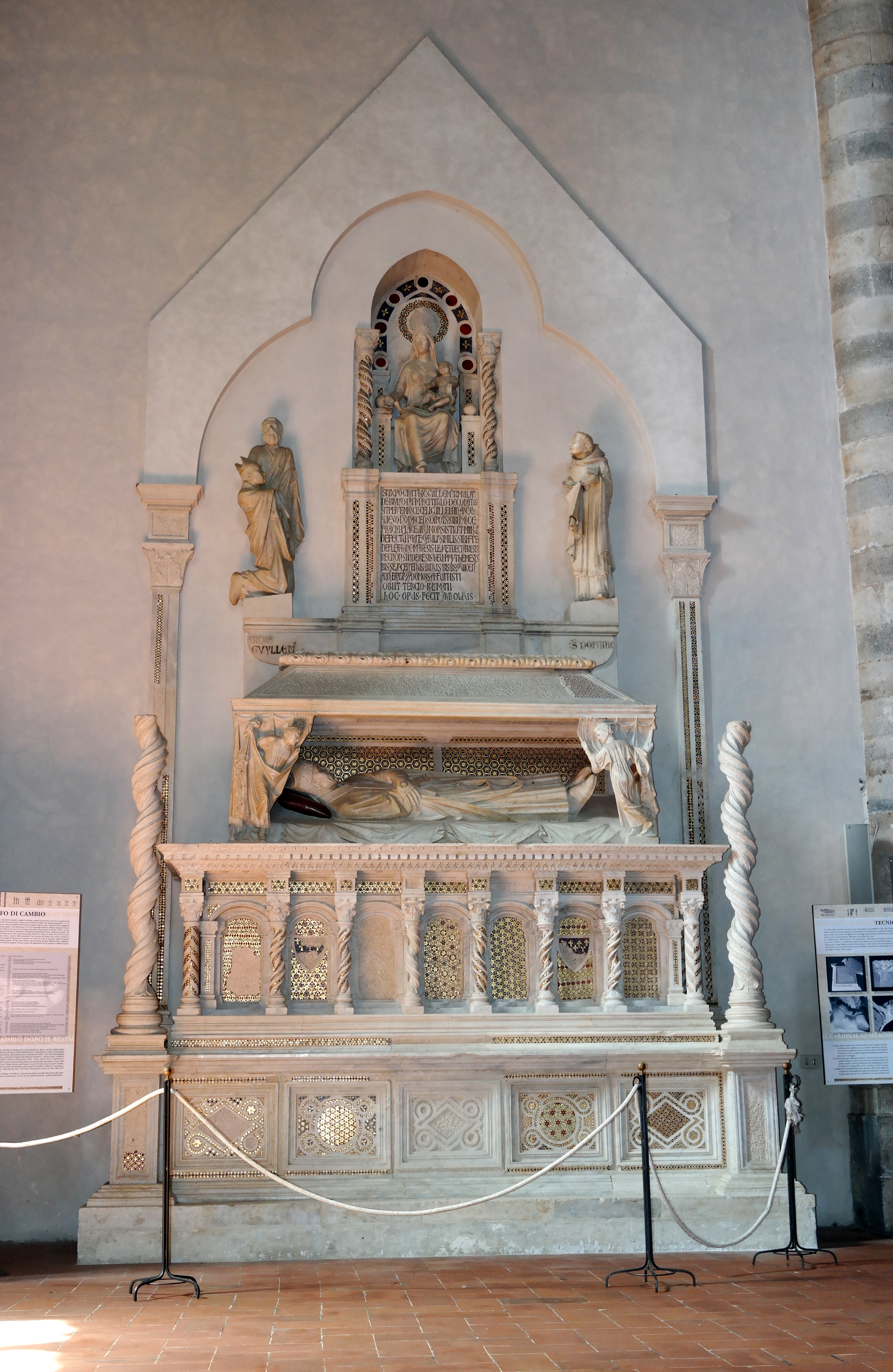
Grafmonument van Guillaume de Bray

Tussen 1284 en 1293 was hij opnieuw aan het werk in Rome. Eerst in de basiliek Sint-Paulus buiten de Muren waar hij het altaarciborie (1284) ontwierp. Vervolgens in 1293 ontwierp hij het ciborium in de Basiliek van Santa Cecilia in Trastevere in dezelfde gotische stijl met driepasbogen en wimbergen met opengewerkte roosvensters in maaswerk. Voor de intarsia gebruikte  hij de geometrische cosmati-stijl.
In dezelfde periode werkte hij ook aan de figuren van de kerststal in de Basiliek van Santa Maria Maggiore, aan een grafmonument in het dwarsschip van de basiliek Santa Maria in Aracoeli, aan een grafmonument voor paus Bonifatius VIII. Het bronzen beeld van de heilige Petrus in de Sint-Pietersbasiliek wordt ook aan hem toegeschreven.
Hierna werd hij aangesteld als stadsarchitect van Florence. Hij bouwde eerst aan de buitenste stadsmuur van het snel uitdijende stad en vervolgens aan de renovatie. Hij zou er het uitzicht van de stad grondig veranderen. Hij bouwde er de basiliek Santa Croce (dit wordt wel betwist), de praalgrafkerk van Michelangelo, Lorenzo Ghiberti, Galileo en Machiavelli, waar ook een lege tombe (cenotaaf) voor Dante staat.
Daarna begon hij in 1296 aan het ontwikkelen van de kathedraal, de Santa Maria del Fiore, waarvoor hij  niet alleen het ontwerp maakte maar ook de beelden van de voorgevel. Dit bouwwerk moest de kathedralen van de concurrerende steden Siena en Pisa ruimschoots in grootte zou overtreffen. Tijdens zijn leven werd een begin gemaakt aan de fundamenten, maar na zijn dood in 1310 moest er nog veel gebeuren. Arnolfo wilde een koepel, maar was niet op de hoogte van de technieken die daarvoor nodig waren. Fillippo Brunelleschi maakte uiteindelijk deze koepel. Van Brunelleschi wordt volgens Giorgio Vasari door sommigen beweerd dat hij een verre nakomeling van Arnolfo is. De brand in 1589 vernielde het onderste gedeelte van de voorgevel. Enkele beelden zijn nog bewaard in het museum van de kathedraal, zoals "Tranende Maria met Kind" (ca. 1300).
Zijn kunst had een blijvende invloed in Italië. Zijn grafmonumenten waren door hun moderne gotische vormentaal een vernieuwing en  werden een model voor de gotische grafkunst.
- Biblioteca Nacional de España: XX4829171
- Bibliothèque nationale de France: cb120750692 (data)
- Gemeinsame Normdatei: 118645927
- International Standard Name Identifier: 0000 0001 2130 0457
- Library of Congress Control Number: n80149226
- Nationale Bibliotheek van Tsjechië: xx0123586
- Nationale Bibliotheek van Israël: 987007333901505171
- Nederlandse Thesaurus van Auteursnamen: 072822961
- RKD-Nederlands Instituut voor Kunstgeschiedenis: 129096
- Istituto Centrale per il Catalogo Unico: RAVV028858
- LIBRIS: 286428
- Système universitaire de documentation: 029041511
- Union List of Artist Names: 500020772
- Virtual International Authority File: 265308757
- WorldCat: E39PBJhmPjFPF3qBBDKT68kMT3